# 232 v.Chr.

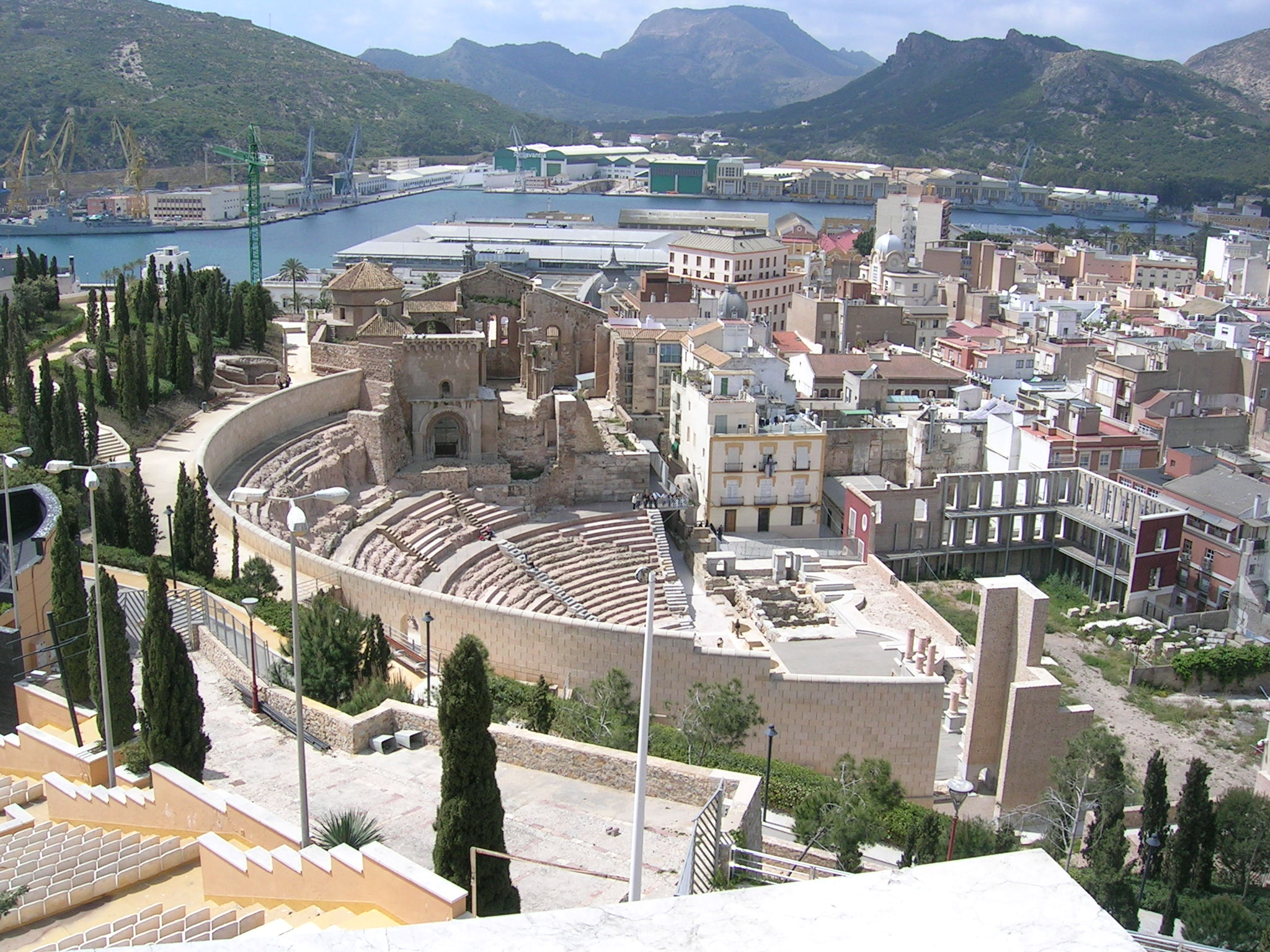
Romeins amfitheater in Cartagena (Spanje)

Het jaar 232 v.Chr. is een jaartal volgens de christelijke jaartelling.

## Gebeurtenissen

### Griekenland
- De Griekse filosoof Chrysippos van Soli wordt in Athene aangesteld als hoofd van de Stoïcijnse school.
- Koningin Teuta (232 - 228 v.Chr.) volgt haar man Agron van Illyrië op.

### Italië
- In Rome eist volkstribuun Gaius Flaminius, tegen de Senaat in, het gebied Ager Gallicus te verdelen onder Romeinse kolonisten (Lex Flaminia de agro Gallico et Piceno viritim dividundo).
- De Romeinen veroveren Cartagena, de stad krijgt de naam Carthago Nova ("Nieuw Carthago") en wordt ingelijfd bij de Romeinse Republiek.

### Perzië
- Seleucus II Callinicus probeert tijdens een strafexpeditie Parthië terug te veroveren. Arsaces I weet echter de Seleuciden te verdrijven en versterkt zijn landsgrens met fortificaties.

## Overleden
- Agron, koning van Illyrië (huidige Albanië)